# 虎纹猫鲨
虎纹猫鲨（学名：Scyliorhinus torazame）为猫鲨科猫鲨属的鱼类。分布于日本东岸、北海道、本州、九州、朝鲜以及黄海和东海沿岸等，主要生活于比较寒水性以及栖息近海底层。该物种的模式产地在Misaki、Sahami。